# Norbert Grudzinski
Norbert Grudzinski (* 12. Mai 1977) ist deutscher Fußballschiedsrichter.
Grudzinski ist seit 1999 DFB-Schiedsrichter für den TSV Wandsetal und seit 2004 in der 2. Fußball-Bundesliga im Einsatz. Ebenfalls seit 2004 leitet er Spiele des DFB-Pokals. Des Weiteren wurde er im Rahmen der Qualifikation zur UEFA U-21-Fußball-Europameisterschaft 2006 eingesetzt (Schiedsrichterassistent im Spiel zwischen Italien und Ungarn). 
Grudzinski ist ledig und lebt in Hamburg. Hauptberuflich ist er als Groß- und Außenhandelskaufmann bei der OTTO Group tätig.